# ディミトリー・ピログ
ディミトリー・ピログ（Dmitry Pirog、1980年6月27日 - ）は、ロシアの政治家、元プロボクサー。テムリュク出身。元チェスプレーヤー。元WBO世界ミドル級王者。
ボクシングでは2005年から2012年まで活躍し、2010年から2012年までWBO世界ミドル級王座を保持した。背中の衰弱によりキャリアを絶たれたが、無敗で引退した数少ないプロボクシング世界王者の一人である。

## 来歴
元はチェスプレイヤーであったが、運動不足を解消しようと地元のジムにサッカーをしに行ったところボクシングとたまたま出会いボクシングを始めた。アマチュアでは230戦、国内のアマチュア選手権に何度も輝いている。2005年にプロに転向した。

## プロ時代
2005年7月29日、プロデビュー。6回TKO勝ち。
2006年4月16日、モスクワのカジノ・クリスタルにてロシアミドル級王者セルゲイ・タテヴォヤンを3-0（98-91、98-93、97-95）の判定で破り、王座を獲得した。同王座は1度防衛し返上した。
2007年6月2日、アリクサンダー・ヴァイアヴォダ（ベラルーシ）とCISBBミドル級王座決定戦で対戦し、9回TKO勝ちで獲得した（同王座は一度も防衛せず返上）。
同年10月25日、同国人アレクエィ・チィーコブとABCOミドル級王座決定戦を行い、2回終了時にチィーコブが負傷し、セコンドが棄権を申し出てTKO勝ち。王者を獲得した。
2008年4月12日、アスランベク・コドゾーエフとWBOアジア太平洋ミドル級王座決定戦とABCO王座の防衛戦を行い、4回KO勝ちでWBOアジア太平洋王座の獲得とABCO王座の初防衛に成功した。ABCOミドル級王座は、同年12月の試合を最後に返上し、WBOアジア太平洋王座は2010年2月にエリック・ミッチェル（アメリカ）と対戦し勝利した後に返上した。
2009年6月26日ドイツでコーフィー・ジャンツァー（ガーナ）とWBCインターナショナルミドル級王座決定戦で対戦し、3-0の大差判定で勝利し、獲得。その王座は一度も防衛することなく返上した。
2010年4月27日、WBCバルチィックミドル級王者でバルチィクキングの異名を持つセルゲィ・ミレス（エストニア）と対戦し、6回TKO勝ちで王座を獲得した（同王座は一度も防衛することなく返上）。
同年7月31日、世界初挑戦と同時にアメリカデビュー戦。マンダレイ・ベイ・イベント・センターにて、セルヒオ・マルチネスが返上したWBO世界ミドル級王座決定戦にてダニエル・ジェイコブスと対戦し、判定では0-3（3者共に37-39）とリードを許していたものの、5回57秒TKO勝ちを収め、逆転で王座を獲得した。ジェイコブスはこの試合が初黒星となった。
2011年3月26日、ハビエル・フランシスコ・マシエル（アルゼンチン）と対戦し、10回に1点減点されるも、12回3-0（115-112、117-110、116-111）の判定勝ちを収め初防衛に成功した。
2011年9月25日、ゲンナジー・マーティロスヤンと対戦。マーティロスヤンの10回終了時に棄権した為TKO勝ちを収め2度目の防衛に成功した。
2012年5月1日、モスクワのクリタツコエ・スポーツ・パレスにて、元WBA世界スーパーウェルター級暫定王者石田順裕と対戦し、12回3-0（119-109、120-108、117-111）の判定勝ちを収め3度目の防衛に成功した。
2012年8月25日、WBA・IBO世界ミドル級王者ゲンナジー・ゴロフキンと対戦する予定であったが、ピログ自身のトレーニング中に背中に椎間板破裂の重傷を負いゴロフキンへの挑戦はグジェゴシ・プロクサが代わりに務めることが決まった。しかしピログの復帰戦の目処が立たず、防衛戦が行えないため王座を剥奪された。HBOペイパービューのメインイベントでゴロフキンと対戦するために何度か復帰しようとしたが、背中の問題が続いていたため阻まれ、早々に引退を余儀なくされた。

## 政治家として
2017年3月、ロシア下院である国家ドゥーマのアレクサンデル・メトキンに代わり、政権政党「統一ロシア」の代表となった
。
2022年3月24日、アメリカ合衆国財務省は2022年のロシアのウクライナ侵攻に対応してピログを制裁した。

## 獲得タイトル
- ロシアミドル級王座
- CISBBミドル級王座
- ABCOミドル級王座
- WBOアジア太平洋ミドル級王座
- WBCインターナショナルミドル級王座
- WBCバルチィックミドル級王座
- WBO世界ミドル級王座（防衛3度=剥奪）